# Anton Alexandrowitsch Ponkraschow
Anton Alexandrowitsch Ponkraschow (russisch Антон Александрович Понкрашов; * 23. April 1986 in Leningrad, RSFSR, Sowjetunion) ist ein russischer Basketballspieler. Ponkraschow spielte neben Vereinen in seiner Heimatstadt bei dem dominierenden russischen Basketballverein PBK ZSKA aus Moskau und dem mehrfachen russischen Vizemeister aus dem Moskauer Vorort Chimki. Mit der russischen Nationalmannschaft gewann er die Basketball-Europameisterschaft 2007 sowie eine Bronzemedaille bei der EM 2011. Ponkraschow ist ein sehr guter Vorlagengeber und kann auch die Point-Guard-Position spielen, zudem liegen seine Stärken in der Defensive.

## Vereinskarriere
2002 wechselte Ponkraschow vom Verein Pulkowo zum russischen Zweitligisten Konti in seiner Heimatstadt Sankt Petersburg. Nach der U18-Europameisterschaft 2004 wechselte er dann zum Erstligisten Spartak. Mit Spartak konnte er sich in der Saison 2004/05 nicht für die Play-offs um die russische Meisterschaft qualifizieren, in der folgenden Saison 2005/06 fand man sich am Ende der Spielzeit gar am Tabellenende wieder. Für die Saison 2006/07 wechselte er zum Serienmeister und amtierenden Euroleague-Titelträger ZSKA Moskau, mit dem er unter dem italienischen Trainer Ettore Messina erneut die Meisterschaft und den russischen Pokalwettbewerb gewann sowie das Finale des höchsten europäischen Vereinswettbewerb EuroLeague 2006/07 erreichte, in dem man als Titelverteidiger Panathinaikos Athen unterlag.
Für die Saison 2007/08 wurde Ponkraschow an den Lokalrivalen BK Chimki verliehen, mit dem er in der russischen Meisterschaftsfinalserie seinem ehemaligen Verein ZSKA unterlag. Im russischen Pokalfinale konnte man ZSKA besiegen und den ersten nationalen Titelgewinn für den Verein erreichen. Im ULEB Cup 2007/08 erreichte man unter dem litauischen Trainer Kęstutis Kemzūra nach zwei klaren Siegen im Sechzehntelfinale über den deutschen Verein Köln 99ers das Achtelfinale, in dem man dem späteren Titelgewinner Joventut de Badalona aus Spanien klar unterlag. Unter dem neuen italienischen Trainer Sergio Scariolo, gleichzeitig Trainer der spanischen Nationalmannschaft, erreichte man im Eurocup 2008/09, so der neue Name des ULEB Cup, diesmal das Finale, nachdem man beim „Elite Eight“-Finalturnier in Turin im Viertel- und Halbfinale spanische Vereinsmannschaften besiegen konnte. Im Finale schließlich unterlag man dem litauischen Verein Lietuvos rytas Vilnius. In der russischen Meisterschaft scheiterte man in der Finalserie erneut an ZSKA.
In der Saison 2009/10 spielte Ponkraschow wieder für ZSKA und gewann die Meisterschaftsfinalserie nun gegen BK Chimki. Im russischen Pokalfinale und der neu eingeführten osteuropäischen VTB United League triumphierte man über UNICS Kazan. In der EuroLeague 2009/10 erreichte man erneut zum achten Mal in Folge das Final-Four-Finalturnier, bei dem man im Halbfinale dem späteren Titelgewinner FC Barcelona unterlag und letztendlich den dritten Platz erreichte. Für die Saison 2010/11 wechselte er zurück in seine Heimatstadt zu Spartak. Mit Spartak unterlag als Hauptrundenfünfter im Meisterschafts-Viertelfinale seinem ehemaligen Verein BK Chimki und belegte man Ende nach den Platzierungsspielen den siebten Platz in der Meisterschaft. Im russischen Pokalwettbewerb, der ohne die Teilnehmer an der VTB United League stattfand, konnte man den Titel gewinnen. Für die Spielzeit 2011/12 kehrte Ponkraschow zu ZSKA zurück.

## Nationalmannschaft
Erstmals in einem Endrundenkader stand Ponkraschow bei der Basketball-Europameisterschaft 2005. Neben einem Kurzeinsatz wurde er nur nennenswert im abschließenden Spiel um den siebten Platz eingesetzt, das gegen Kroatien vergleichsweise deutlich mit 74:92 verloren ging. Da man sich durch den achten Platz auch nicht für die WM 2006 qualifiziert hatte, war das nächste wichtige Turnier die EM 2007. Hier schlug man sich sehr achtbar und gewann alle Spiele bis auf ein Zwischenrundenspiel gegen Gastgeber Spanien, das mit 22 Punkten Unterschied deutlich verloren ging. Ponkraschow erhielt nur geringfügig Einsatzzeit oder spielte wie bei der Zwischenrundenniederlage gegen Spanien gar nicht. Im Finale, wo man wieder auf Spanien traf, setzte Nationaltrainer David Blatt den defensiv starken Ponkraschow plötzlich 18 Minuten lang ein, so dass dieser ein unerwarteter „X-Faktor“ beim überraschenden Ein-Punkt-Sieg über den favorisierten Gastgeber war. Für die Olympischen Spiele 2008 wurde Ponkraschow als einer der letzten beiden Spieler aus dem endgültigen Kader gestrichen.
Bei der EM 2009 war Ponkraschow wieder im Endrundenkader vertreten. Jedoch erreichte der Titelverteidiger nach einer Viertelfinalniederlage gegen Serbien nur den siebten Platz, nachdem man im abschließenden Spiel die türkische Basketballnationalmannschaft schlug, gegen die Ponkraschow mit 16 Punkten und 9 Assists seine stärkste Turnierleistung zeigte. Die Türken als Gastgeber waren jedoch der einzige Gegner, der die Russen bei der WM 2010 in der Vorrunde besiegen konnte. Im Viertelfinale verlor die russische Auswahl dann gegen den späteren Titelgewinner USA und erreichte auch bei diesem Turnier den siebten Platz. Bei der EM 2011 gewann man alle Spiele, darunter auch ein erneutes Viertelfinale gegen Serbien, bis zum Halbfinale, das gegen Frankreich verloren ging. Im Spiel um den dritten Platz sicherte man sich gegen die Überraschungsmannschaft des Turniers Mazedonien die Bronzemedaille. Nationaltrainer Blatt gab Ponkraschow im Unterschied zur WM 2010 bei der EM 2011 wieder nur reduzierte Spielanteile. Ponkraschow gehörte zum Kader der russischen Nationalmannschaft bei den Olympischen Spielen 2012. Hier wurde er als „zweiter Playmaker“ hinter Alexei Schwed eingesetzt. In London gewann Russland durch einen 81:77-Sieg gegen Argentinien die Bronzemedaille.

## Erfolge
- Europameister 2007
- Russischer Meister 2007, 2012, 2013
- Russischer Pokalsieger 2007, 2008, 2010